# ویلیام داروین فاکس
کشیش ویلیام داروین فاکس (به انگلیسی: William Darwin Fox)،(زاده ۲۳ آوریل ۱۸۰۵ – درگذشته ۸ آوریل ۱۸۸۰)، یک روحانی انگلیسی، طبیعی‌دان و پسرعموی دوم چارلز داروین بود.

## زندگی اولیه

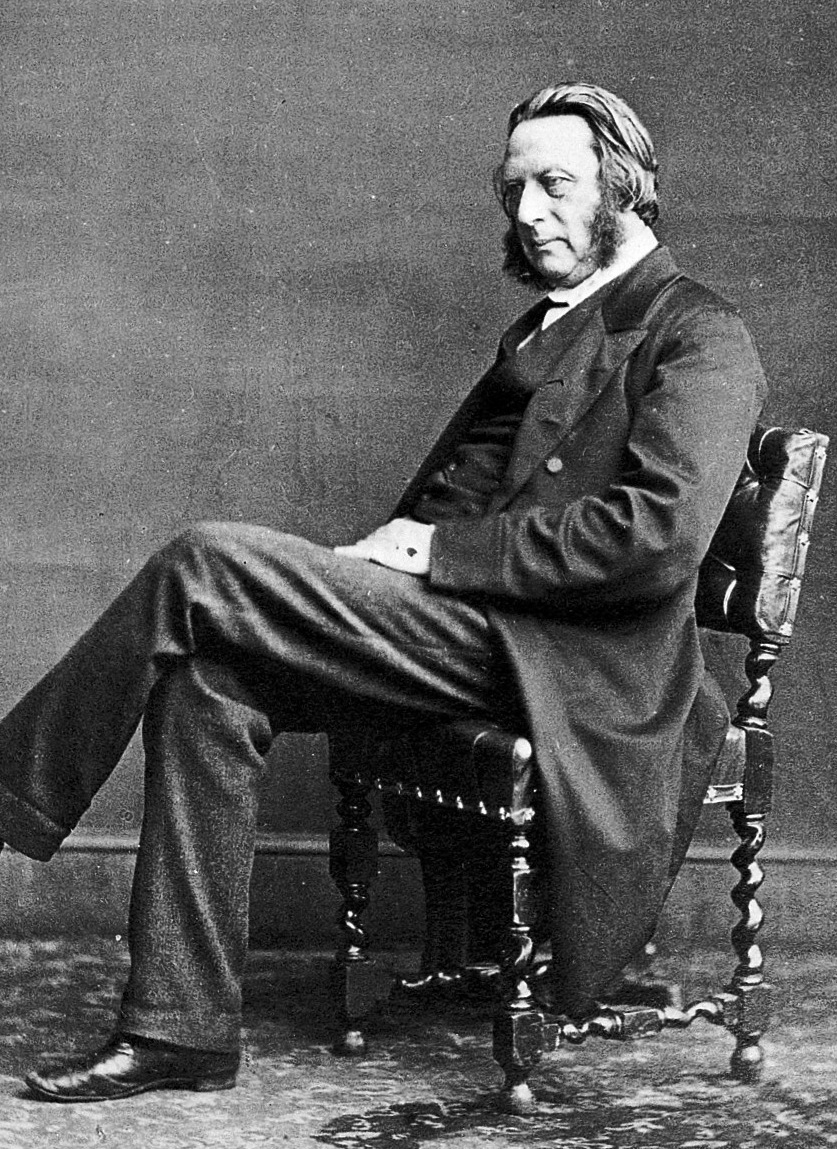
ویلیام داروین فاکس

فاکس در سال ۱۸۰۵ ابتدا در تورلستون گرینج نزدیک الوستون، داربی‌شر و از ۱۸۱۴ اسمستون‌هال، در اسمستون در حدود ۴ کیلومتری جنوب دربی پرورش یافت. فاکس پسر ساموئل فاکس (۱۸۵۱–۱۷۶۵) و همسر دومش، ان داروین (۱۸۵۹–۱۷۷۷) بود. ان دختر ویلیام آلوی داروین (۱۷۸۳–۱۷۲۶) و جین براون (۱۸۴۶–۱۷۳۵) و خواهرزاده اراسموس داروین (۱۸۰۲–۱۷۳۱) بود.
فاکس از سال ۱۸۱۶ تا ۱۸۲۳ و در زمان مدیریت ویلیام بوولت‌بی اسلیث به مدرسه رپتون رفت. فاکس برای کشیش شدن مثل پسرعموی دومش چارلز داروین، به کالج مسیح دانشگاه کمبریج رفت. او همچنین یک طبیعی‌دان و حشره‌شناس، به ویژه جمع‌آوری‌کننده قاب‌بالان بود. در کمبریج، فاکس و داروین دوست شدند و فاکس به پسر عموی جوانش تاریخ طبیعی آموزش داد. داروین در خودزندگی‌نامه‌اش نوشته‌است:
پسر عموی دوم من، و. داروین فاکس، یک مرد باهوش و دلپذیر، که در کالج مسیح بود، مرا با علم حشره‌شناسی آشنا کرد، و من با او بسیار صمیمی شدم.
فاکس داروین را با فرد دیگری هم یعنی جان استیونس هنسلو که کشیش و طبیعی‌دان بود آشنا کرد، هنسلو جلسات آزاد هفتگی برگزار می‌کرد که در آن دانشجویان مقطع لیسانس و تعدادی از اعضاء قدیمی‌تر دانشگاه که علاقه‌مند علم بودند، عصرها در آن شرکت می‌کردند. در تابستان سال ۱۸۲۹ داروین سه هفته با فاکس در اسمستون‌هال گذراند. در طول زندگی خود، فاکس با چارلز داروین تماس منظم داشت، و بسیاری از نامه‌های مبادله شده دربارهٔ کار داروین بحث می‌کرد.

## کشیش بخش

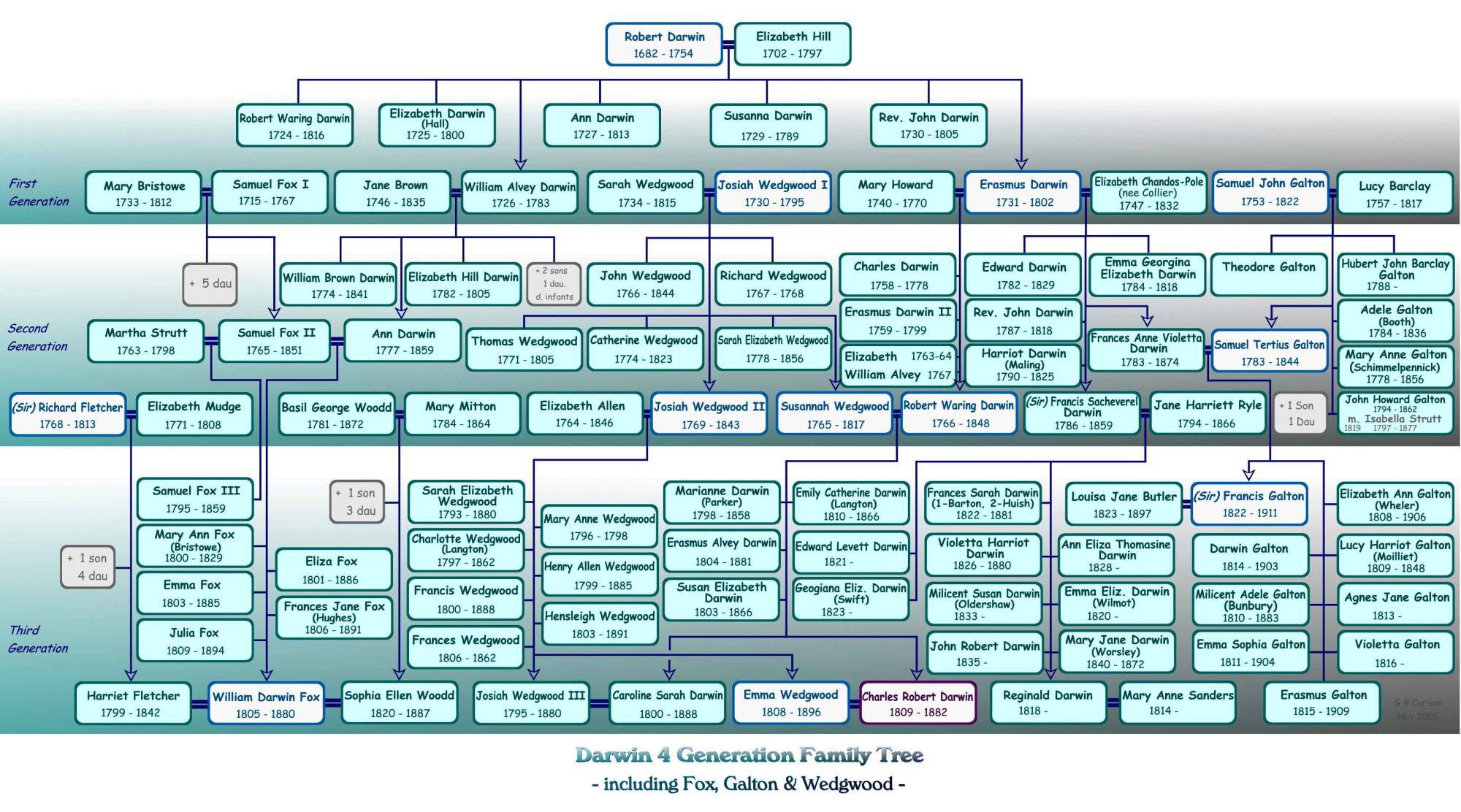
خانواده‌های داروین - فاکس -گالتون -وجووود

فاکس در زمستان ۱۸۲۹ از کمبریج فارغ‌التحصیل شده و کشیش روستای اپراستون نزدیک ناتینگهام شد. وی در سال ۱۸۳۳ به علت بیماری مجبور به ترک آن جا شد و در جزیره وایت در ساندون بهبود یافت؛ و در همان‌جا بود که اولین زنش هریت فلچر را ملاقات کرد و آن‌ها در سال ۱۸۳۴ با هم ازدواج کردند. فاکس برای مدت کوتاهی به اپراستون بازگشت، اما در سال ۱۸۳۸ به عنوان کشیش روستای دلامیر منصوب شد. او تا زمانی که سالم بود در پست خود باقی ماند، و در سال ۱۸۷۳ به علت بیماری بازنشسته شد. فاکس در جامعه محلی دلامیر فعال بود، به خصوص در مدرسه محلی که در آن تدریس می‌کرد و اکنون مدرسه فاکس نامیده شده‌است.

## مرد نامه‌ها
نامه‌هایی که چارلز داروین به فاکس فرستاد، به عنوان یک منبع مهم اطلاعاتی در مورد زندگی چارلز داروین توسط پسرش فرانسیس داروین و بسیاری از زندگی‌نامه‌نویسان به رسمیت شناخته شده‌است. تعدادی از آن‌ها در کتاب «زندگی و نامه‌های چارلز داروین» (ویرایش شده توسط ف. داروین، ۱۸۸۷) منتشر شده‌است. اکثر این نامه‌ها در کالج مسیح، کمبریج هستند. تعدادی از نامه‌های فاکس به داروین در حال حاضر موجود است. داروین از اطلاعات داده شده توسط فاکس در کتاب‌هایش زیاد استفاده کرده‌است. فاکس همچنین دفترخاطراتی را از ۱۸ سالگی تا ۱۸۷۸ نگه داشت که تنها سال ۱۸۲۸ یعنی سالی که با داروین در کالج مسیح کمبریج ساکن بوده در آن وجو ندارد. یک کپی به صورت میکروفیش از خاطرات او در کتابخانه دانشگاه کمبریج وجود دارد. فاکس هرگز توضیح داروین دربارهٔ فرگشت را به‌طور کامل نپذیرفت.
فاکس با شیوه غیرعلمی ولی دقیق خود، در درک زمین‌شناسی سولنت و نحوه جدا شدن جزیره وایت از سرزمین اصلی خود مشارکت کرد، زمانی که در مورد این موضوع نظری بسیار پر معنی و عمیق در پاسخ به یک مکاتبه‌کننده با زمین‌شناس داد (فاکس ۱۸۶۲).
هنگامی که در سال ۱۸۷۳ فاکس به عنوان کشیش روستای دلامیر بازنشسته شد، به جزیره وایت بازگشت و تا زمان مرگش در ۱۸۸۰ در «براندلندز»، ساندون زندگی کرد و در جزیره وایت به خاک سپرده شد.

## ازدواج و فرزندان
فاکس دو بار ازدواج کرد و ۱۷ فرزند داشت. اولین همسرش هریت فلچر (۱۸۴۲–۱۷۹۹)، دختر سر ریچارد فلچر و الیزابت مده بود، که در سال ۱۸۳۴ با او ازدواج کرد.
فرزندان آن‌ها عبات بودند از:
- یک دخترمرده در سال ۱۸۳۴
- الیزا ان (۱۸۶۴–۱۸۷۴)، همسر هنری مارتین سندرز
- هریت مادر متولد ۱۸۳۷، همسر ساموئل چارلزورث آورتون
- آگنس جین (۱۸۳۹–۱۸۹۶)
- جولیا ماری آن متولد ۱۸۴۰، همسر ساموئل اورارد وودز
- و ساموئل ویلیام داروین متولد ۱۸۴۱

همسر دومش که در سال ۱۸۴۶ با او ازدواج کرد، الن سوفیا (۱۸۲۰–۱۸۸۷)، دختر باسیل جورج وود و مری میتون اهل هیل فیلد، همپستید بود.
فرزندان آن‌ها عبات بودند از:
- چارلز وود (۱۹۰۷–۱۸۴۷)
- فرانسیس ماریا (۱۸۲۱–۱۸۴۸)، همسر الکساندر پیرس
- رابرت جرارد (۱۸۴۹–۱۸۹۹)
- لویزا مری (۱۸۵۱–۱۸۵۳)
- الن الیزابت (۱۸۵۲–۱۹۲۳)، همسر بارون دیکینسون وبستر
- تئودورا (۱۸۵۳–۱۸۷۸)
- گرترود مری (۱۸۵۴–۱۹۰۰)، همسر فردریک چارلز تیندال بوسنکه
- فردریک ویلیام (۱۸۳۱–۱۹۵۵)
- ادیت داروین (۱۸۵۷–۱۸۹۲)
- اراسموس پولین (۱۸۵۹–۱۹۳۹)
- رجینالد هنری (۱۹۳۳–۱۸۶۰)
- گیلبرت باسیل (۱۹۴۱–۱۸۶۵)

پس از تولد دهمین فرزند فاکس‌ها، چارلز داروین در نامه‌ای به فاکس که در ۱۸۵۲ نوشته‌است، به اندازه خانواده فاکس و مشکلاتی که پسرها در مقایسه با دخترها درست می‌کنند، اشاره کنایه‌آمیزی کرد.

## اشتباه با ویلیام فاکس، متخصص دیرینه‌شناسی
سردرگمی قابل توجهی بین فاکس و همنام کمتر مشهور او ویلیام فاکس (۱۸۱۳–۱۸۸۱) که او هم یک دانشمند آماتور بود و همزمان با او در جزیره وایت زندگی و کار می‌کرد، وجود دارد.
اعتبار کشف اولیه دایناسورها را به ویلیام داروین فاکس نسبت می‌دهند. ویلیام داروین فاکس به دلیل کار زمین‌شناسی و حشره‌شناسی مشهور است، ولی هیچ‌وقت نام او به عنوان فرد علاقه‌من به دایناسورها ثبت نشده‌است.

## برای مطالعهٔ بیشتر
- Darwin, C.R. (1852) Comment in letter to W.D. Fox regarding the increasing size of the Fox family. Cambridge University.
- Fox, W.D. (1862). When and how was the Isle of Wight separated from the mainland? Geologist, 5, 452.
- Larkum, A.W. D. 2009. A Natural Calling: Life, Letters and Diaries of Charles Darwin and William Darwin Fox. Springer Verlag, Berlin.